# Јаз (риба)
Јаз (лат. Leuciscus idus) је слатководна риба која припада фамилији шарана (Cyprinidae). Изгледом подсећа на црвенперку и клена.
- Латински назив:

- Локални називи: јез, печеница, печац, братфиш, бротфиш

- Макс. дужина: 45

- Макс. тежина: 4

- Време мреста: од марта до априла

## Опис и грађа
Јаз има доста велику главу, са златножутим очима које, у горњем делу беоњаче имају црну пегу. Уста су му косо постављена. Тело је продужено, бочно лагано спљоштено, трбух му је бео, тело му према боковима прелазе у сребрнасту боју, а горњи делови су му тамнозелени. Има моћна, јака пераја што му омогућава лакше кретање на местима у којима он обитава - брзи водени токови. Храни се ситним воденим животињама – пужевима и раковима - али уме да буде и вегетаријанац, јер се понекада храни само алгама. 
У Србији, на Дрини су уловљени примерци од 3 kg што за ове пределе представља праву реткост. 

## Навике, станиште, распрострањеност
Јаз насељава првенствено низијске делове већих река, али се може наћи и у мирним водама, као што су канали, откопи или заливи. Јаз је риба која живи у јату у коме су све јединке сличног узраста. Крупнији примерци јаза, лутају сами или у паровима. Обитава у приобалним деловима тока, на дубини од 1 до 3 m, и то углавном при дну, на рубним местима где се дотичу вода брзака и вода тишака. Са првим пролећним сунцем он постаје активан, а после мреста почиње интензивно да се храни, а са доласком топлих летњих дана његова активност се повећава и достиже врхунац у периоду од јула до септембра. Са опадањем температуре воде опада и његова активност и он почиње да се повлачи све дубље и дубље, бирајући погодно место где ће да презими. Јаз има добро развијено чуло вида, врло је плашљива и осетљива риба, а посебно је осетљив на вибрације из воде или са обале. На површину воде, из дубине излеће када јури ситну рибу којом се храни, или када сакупља гусенице или инсекте који падају на површину воде, а то се готово увек дешава у раним јутарњим часовима. 
У Србији га има дуж целог тока Дунава и Саве, а врло је бројан и у каналима система канала Дунав, Тиса, Дунав – ДТД, а може се наћи и у притокама Дунава и Саве, али само у низијским деловима.

## Размножавање
Јаз се мрести у марту - априлу, при температури воде од 7 до 8 степени. Инкубација оплођене икре траје 15 - 20 дана. Полну зрелост стиче 3 до 5 односно 5 до 7 година живота. Мрести се од марта до маја када женка положи око 120 000 јајашаца икре. У време мреста тело јаза поприма златасте нијансе, па му је изглед много атрактивнији него обично.